# Sphagemacrurus
Sphagemacrurus is een geslacht van straalvinnige vissen uit de familie van rattenstaarten (Macrouridae).

## Soorten
- Sphagemacrurus decimalis (Gilbert & Hubbs, 1920)
- Sphagemacrurus gibber (Gilbert & Cramer, 1897)
- Sphagemacrurus grenadae (Parr, 1946)
- Sphagemacrurus hirundo (Collett, 1896)
- Sphagemacrurus pumiliceps (Alcock, 1894)
- Sphagemacrurus richardi (Weber, 1913)